# Мускат білий Червоного каменя
Муска́т бі́лий Черво́ного Ка́меня — марочне біле лікерне вино. Єдиний виробник — Виноробний комбінат «Масандра» в Криму.
Марка вина була створена в 1944 році Олександром Єгоровим. Назву отримало за місцем зростання винограду — від вапнякової скелі з червонуватим відтінком Червоний Камінь.
Для виробництва цього сорту використовується виключно виноград сорту Мускат білий, що росте на єдиній плантації біля скелі Червоний Камінь, якщо його цукристість перевершує 29 % (вироблялося з винограду 1946, 1947, 1948, 1949, 1951, 1952, 1953, 1954, 1955, 1956, 1957, 1966, 1969, 1971, 1974, 1977, 1983, 1984,  1986, 1988, 1991, 1995, 2000, 2005 років). Вино дозріває в дубовій тарі не менше двох років.
Колір вина — світло-бурштиновий. Аромат мускатних ягід з медовими тонами квітів, трав альпійських луків, чайної троянди, апельсинової скоринки. У смаку відчувається легкий цитрон. Кондиції: спирт — 13 %, цукор — 23 г/100, титруємі кислоти — 5,5-6 г/дм³.
На міжнародних конкурсах нагороджено «Супер Гран-прі», трьома кубками «Гран-прі», 22-ма золотими, однією срібною медалями і є найбільш титулованим кримським вином.